# Anne Burrell
Anne W. Burrell (Cazenovia, 21. rujna 1969. – Brooklyn, 17. lipnja 2025.) bila je američka kuharica, televizijska osoba i instruktorica na Institutu za kulinarsko obrazovanje. Bila je voditeljica emisije Food Networka Secrets of a Restaurant Chef i suvoditeljica emisije Worst Cooks in America. 